# Rigosole

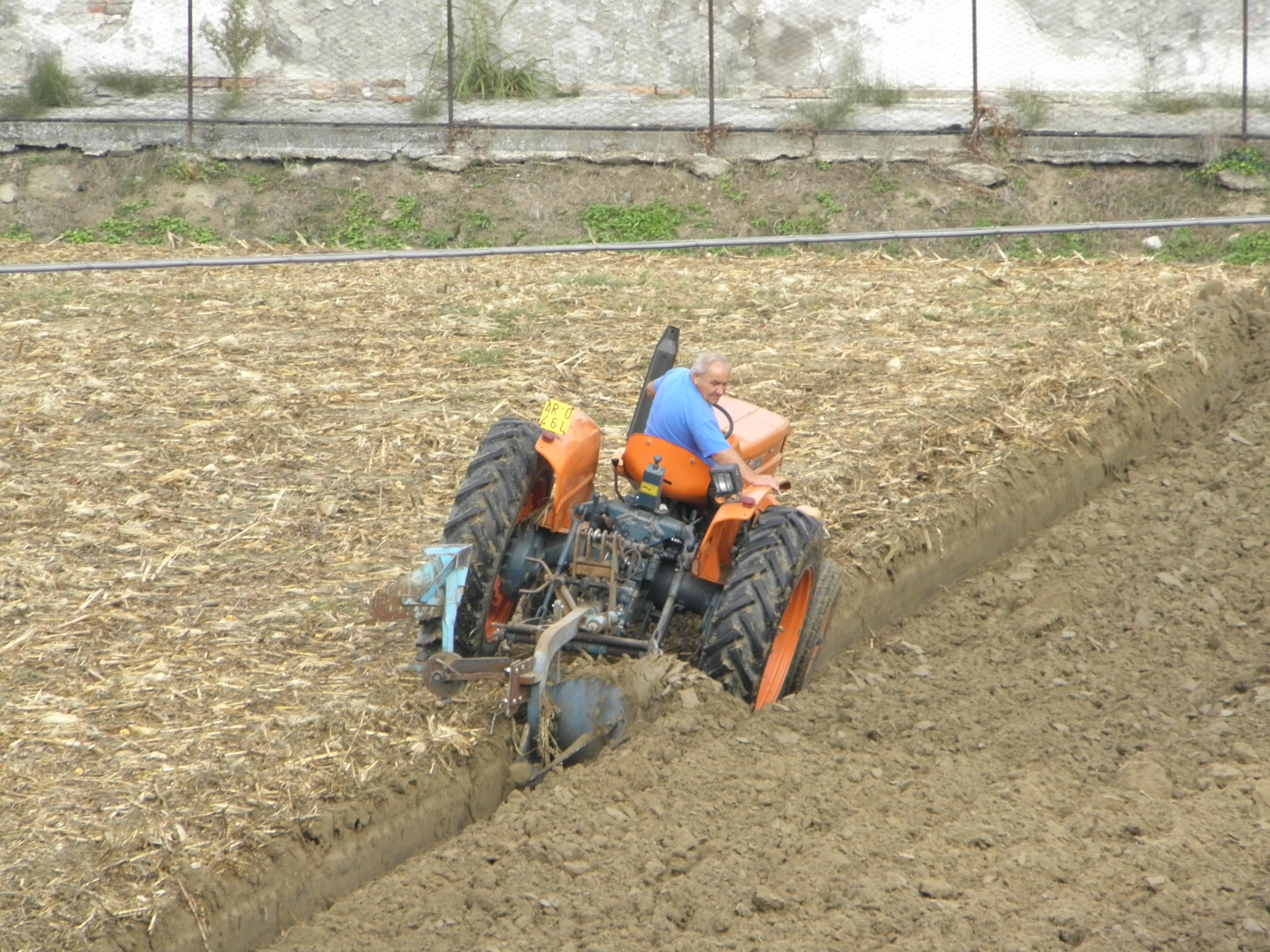
Orka bardzo głęboka

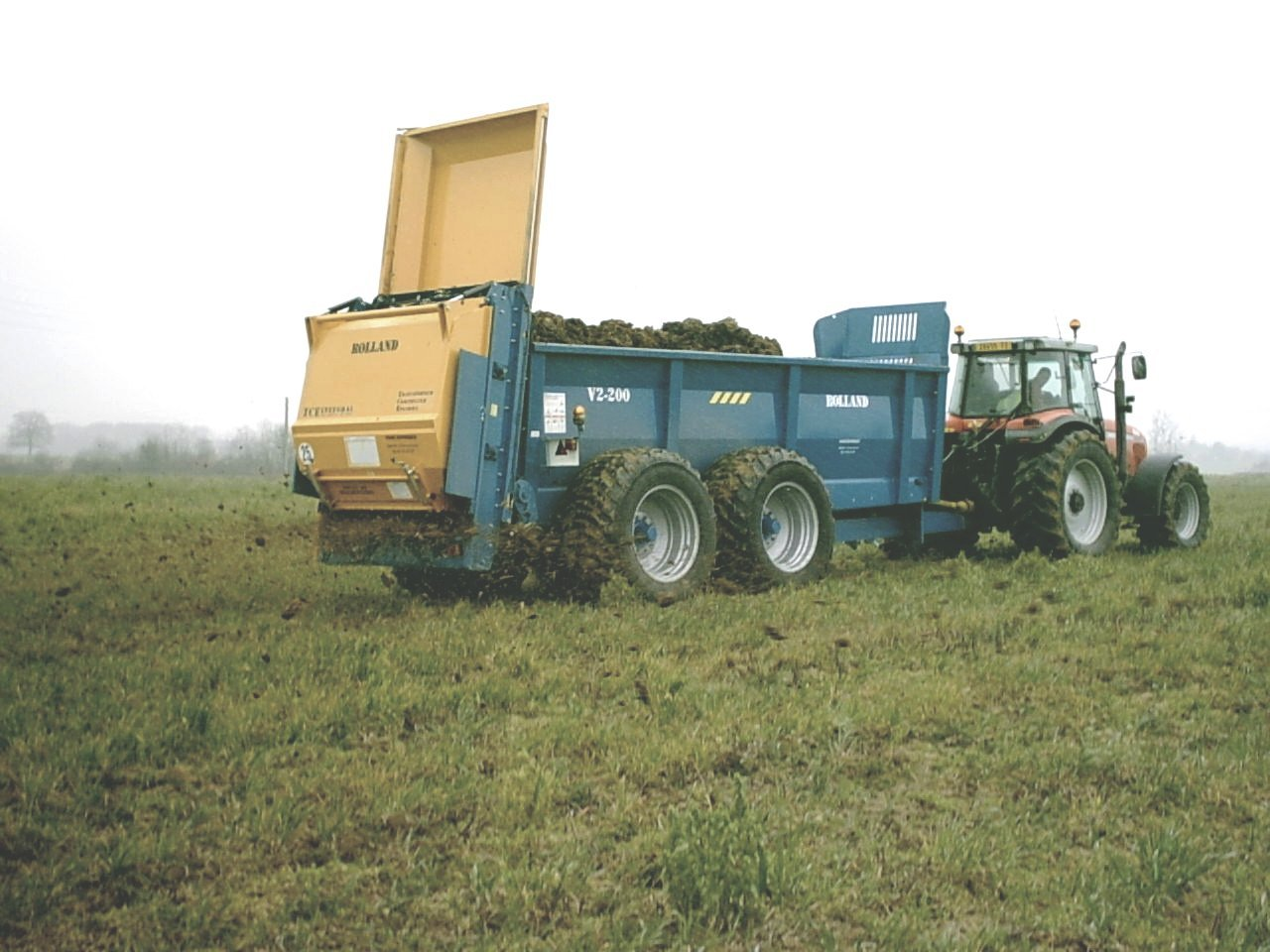
Nawożenie

Rigosole, gleby regulówkowe – gleby przekształcone przy głębszej uprawie mechanicznej bądź wprowadzaniu kompostu i zmianie profilu glebowego. Nazwa gleby pochodzi z holenderskiego.

## Właściwości chemiczne
Na skutek nawożenia właściwości chemiczne rigosoli są dostosowywane do upraw. Z tego względu nie ma znaczenia skład chemiczny gleby przed zabiegami rolniczymi. W przypadku rędzin procesy rolnicze polegają nie na nawiezieniu dobrej gleby lub nawozu, a na zwiększeniu warstwy luźnej, którą można zaorać bez narażenia się na uszkodzenie pługa.

## Morfologia i właściwości fizyczne
Ze względu na głęboką orkę (nawet do 1,8 m głębokości) oraz nawożenie gleby regulówkowe nie mają stałego profilu. Dodatkowo wykonuje się w zależności od właściwości gleby pierwotnej piaskowanie lub glinowanie. Gleby te charakteryzują się dużą ilością próchnicy, jednakże poziom ten związany jest z zabiegami rolniczymi, stąd znaczna część materii organicznej jest antropogeniczna. Uprawa tej ziemi powoduje z czasem wykształcenie próchnicy naturalnej.
Rigosole różnią się od gleb ogrodowych (hortisoli) sposobem powstawania oraz większą głębokością zmian.

## Występowanie
Rigosole występują głównie w Holandii i północnych Niemczech na areałach o słabej klasie bonitacyjnej, lecz o względnie dobrych warunkach klimatycznych. W Polsce próby stosowania orki głębokiej były podejmowane na glebach piaskowych, przy zagospodarowywaniu torfowisk wysokich, gleb bardzo ciężkich i silnie zsychających się. Areał tych gleb jest bardzo mały.

## Roślinność naturalna i przydatność rolnicza
Rigosole są bardzo intensywnie wykorzystywane rolniczo ze względu na to, iż są glebami kulturowymi. Oprócz typowych pól uprawnych na rigosolach zakładane są winnice.